# Lilla Stråsjön, Värmland
Lilla Stråsjön är en sjö i Karlskoga kommun i Värmland och ingår i Göta älvs huvudavrinningsområde. Sjöns area är 0,063 kvadratkilometer och den är belägen 174 meter över havet.